# Rep
Rep (lat. cauda, grčki ourá) je stražnji završetak kralježnice u koji se ne pruža trbušna šupljina i u kojem nema unutrašnjih organa. U njemu se nalaze mišići i tetive a prekriven je kožom na kojoj može biti krzno, ljuska (kod nekih riba krljušt), a može biti cijelom dužinom ili djelomično gol. Kod nekih kralježnjaka sastoji se od mnogo međusobno povezanih kralježaka koji su zbog mišića vrlo pokretljivi (npr. rep za hvatanje kod mnogih majmuna), kod drugih je kratak i patrljast, a kod nekih može biti širok i spljošten (dabrovi, kitovi), dok ga neki uopće nemaju (žabe, ljudi). Kod nekih ljudi postoji repuljak kao atavizam. 
Mačke koriste rep kako za održavanje ravoteže, tako i za međusobno sporazumijevanje (govor tijela). 